# Wilhelm August Rieder

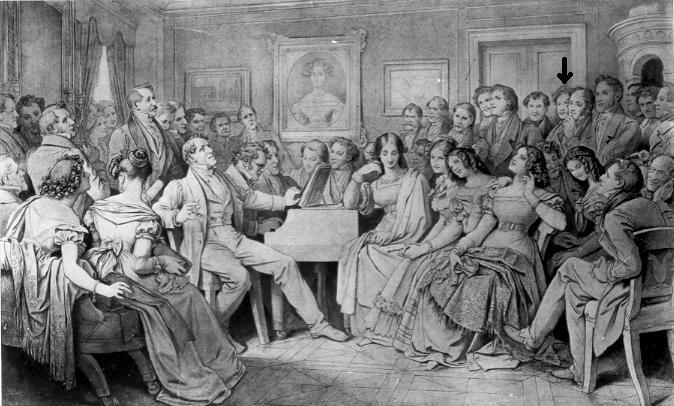
Wilhelm August Rieder (markerad med en pil) i kretsen av andra Schubertvänner vid en "Schubertiad". Teckning av Moritz von Schwind 1868.

Wilhelm August Rieder, född 30 oktober 1796 i Oberdöbling, död 8 september 1880 i Wien, var en österrikisk porträtt-, genre- och historiemålare, samt tecknare och litograf. Han var son till Ambros Rieder.

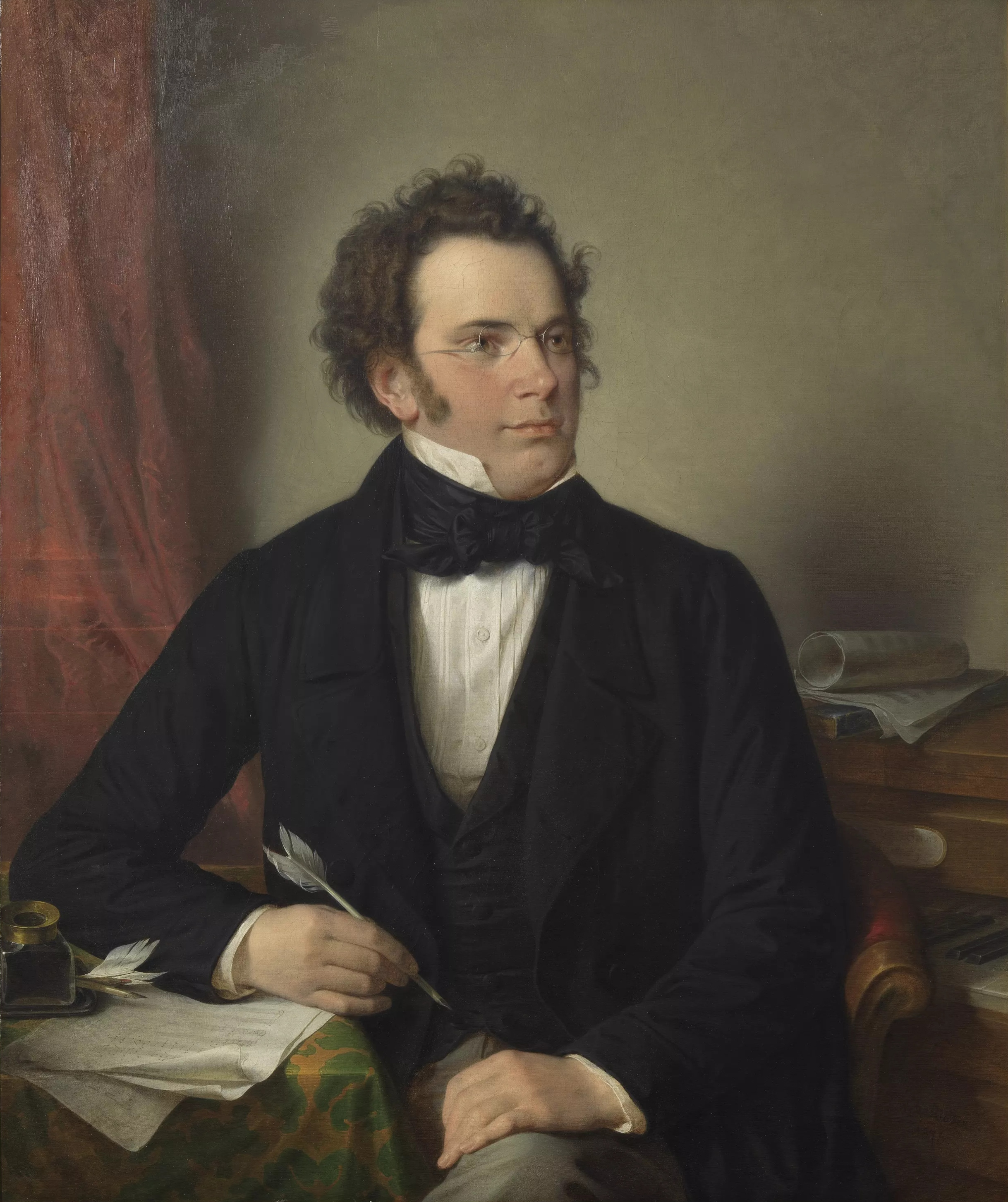
Porträtt av tonsättaren Franz Schubert.
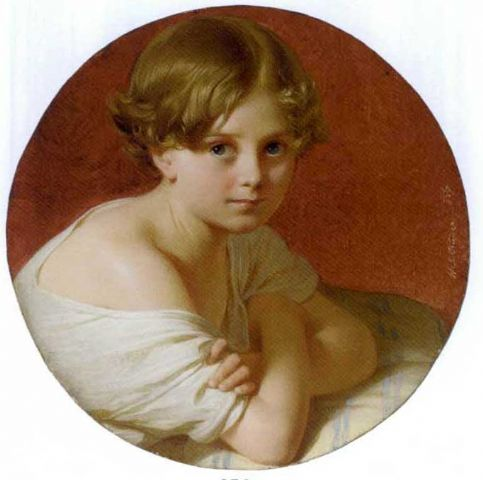
Porträtt av ett barn.